# 茶城乡
茶城乡，是中华人民共和国广西壮族自治区桂林市荔浦市下辖的一个乡镇级行政单位。

## 行政区划
茶城乡下辖以下地区：
茶香社区、过村、坪社村、屯留村、清良村和文德村。